# Doctor en Ingeniería
El doctor en ingeniería es un doctorado otorgado en base a estudios avanzados e investigación en ingeniería y ciencias aplicadas. En la mayoría de los países es un doctorado de investigación terminal; en el Reino Unido puede ser un doctorado superior. Un grado EngD es esencialmente un doctorado en ingeniería con una sólida base industrial y un elemento adicional enseñado.
Junto con el doctorado, representa la más alta calificación académica en ingeniería. Se requiere la finalización con éxito de un EngD o un doctorado en ingeniería para obtener un empleo como profesor universitario a tiempo completo o investigador postdoctoral en el campo. Al igual que con otros doctorados de investigación ganados, las personas con el grado se otorgan el título médico académico, que a menudo se representa a través del inglés honorífico "Dr.".
Los candidatos de EngD presentan un proyecto significativo, generalmente denominado tesis, disertación o práctica, que consiste en un cuerpo de investigación académica original que, en principio, es digno de publicación en una revista revisada por pares. Los candidatos deben defender este trabajo ante un panel de examinadores expertos llamado tesis, disertación o comité de doctorado.

## Cualificaciones internacionales equivalentes
Los países que siguen el modelo de educación alemán / estadounidense generalmente tienen requisitos similares para otorgar un Ph.D. (inglés) y un doctorado en ingeniería. Las abreviaturas de grados comunes en los Estados Unidos son EngD, D.Eng., D.Eng.Sc./Eng.Sc.D, mientras que en el mundo de habla alemana es más comúnmente conocido como Dr.-Ing.

## Historia - Doctorado Superior
El plan de Doctorado de Ingeniería es un programa de postgrado de educación británico promovido por el Consejo de Investigación de Ingeniería y Ciencias Físicas del Reino Unido (EPSRC). El programa se lleva a cabo durante cuatro años. Los estudiantes llevan a cabo investigaciones equivalentes a PhD y toman cursos de negocios y técnicos impartidos mientras trabajan estrechamente con un patrocinador industrial. Los candidatos exitosos obtienen el grado de Doctor en Ingeniería (EngD) y se les dirige como doctor.   
Los primeros programas comenzaron en 1992. En 2009, 45 universidades del Reino Unido ofrecieron esquemas de doctorado en ingeniería, individualmente o en asociación con otras universidades como centros de doctorado industrial. Se alienta a los estudiantes del programa a describirse a sí mismos como "ingenieros de investigación" en lugar de "estudiantes de investigación" y, a partir de 2009, el nivel mínimo de financiación fue £ 1,500 más alto que el nivel mínimo de financiación para estudiantes de doctorado. Los defensores del plan desean llamar la atención sobre el hecho de que los estudiantes de EngD comparten algunos cursos con estudiantes de MBA.    
En el Reino Unido, una formación similar al doctorado es la NVQ 8 o la QCF 8. Sin embargo, un título de doctorado generalmente incorpora un proyecto de investigación que debe ofrecer una contribución original al conocimiento dentro de un área temática académica; un elemento del que carecen las NVQ.   
En el Reino Unido, el grado D.Eng.  se otorgó tradicionalmente como un doctorado superior sobre la base de una contribución significativa a algún campo de la ingeniería a lo largo de una carrera. Sin embargo, desde 1992 algunas universidades británicas han introducido el Doctorado de Ingeniería, abreviado como "EngD", que en cambio es un doctorado de investigación y considerado en el Reino Unido como equivalente a un doctorado.
Sin embargo es necesario decir que un doctorado en ingeniería es un proyecto de investigación con aplicacion tangible y ademas requiere originalidad y ocupar un amplio espectro de disciplinas para poder desenvolver un embrollo de problemáticas, o a su vez, optimizar una manera más ágil de resolver un problema ya resuelto.
El programa de Doctorado de Ingeniería (EngD) fue establecido por el EPSRC en 1992 siguiendo las recomendaciones del Informe de Doctorado de Ingeniería de 1990, producido por un grupo de trabajo presidido por el Profesor John Parnaby. El esquema se lanzó con cinco centros: en las universidades de Warwick, UMIST y Manchester y en un consorcio galés dirigido por el University College Swansea. Después de una revisión de 1997, se estableció un tramo adicional de cinco centros, y se agregaron más centros en 2001 y 2006 a raíz de las llamadas de EPSRC en áreas específicas de necesidades nacionales identificadas.                    
En una encuesta de interesados realizada en 2006 sobre el plan llevado a cabo en nombre de EPSRC, se descubrió que la calidad de la producción de los ingenieros de investigación era igual o superior a la de un doctorado. Sin embargo, la mayoría de los encuestados no estuvo de acuerdo con las afirmaciones de que los EngDs fueron contratados para puestos mejor remunerados que los doctores o que los EngD eran más deseables para los empleadores que los doctores. Se hicieron observaciones de que el EngD no era ampliamente conocido, y que las universidades pueden ofrecer grados EngD que no necesariamente tenían el formato promovido por el EPSRC.
Una "Revisión de los Centros de Doctorado de Ingeniería de EPSRC" de marzo de 2007 señaló que desde 1992, se inscribieron unos 1230 ingenieros de investigación, patrocinados por más de 510 compañías diferentes (28 habían patrocinado al menos seis RE), en 22 centros de 14 universidades (algunos administrado conjuntamente por varias universidades colaboradoras). El panel permaneció convencido del valor y desempeño del esquema EngD e hizo seis recomendaciones clave que incluyen una definición de marca más clara, estudio académico de los impactos a más largo plazo del plan, promoción del esquema a posibles nuevos patrocinadores, sectores comerciales y RE, trabajo con Engineering Council UK para desarrollar una trayectoria profesional para el estado de REs a Chartered Engineer, la creación de una "Academia EngD" virtual, y el aumento de recursos para el esquema. 
El trabajo para establecer una Asociación de Doctores de Ingeniería comenzó en 2010.             

## Relación entre EngD y PhD
El Doctor en Ingeniería y el PhD son títulos equivalentes. Ambos doctorados son doctorados de investigación que representan la más alta calificación académica en ingeniería. Como tal, ambos programas EngD y PhD requieren que los estudiantes desarrollen investigaciones originales que conduzcan a una defensa de tesis. Además, ambos doctorados permiten a los titulares convertirse en miembros de la facultad en instituciones académicas. El EngD y el PhD en Ingeniería son grados terminales, lo que permite al receptor obtener una posición de seguimiento de la tenencia.
En otros casos, la distinción es de orientación y resultados esperados. El título de Doctor en Ingeniería está diseñado para profesionales que desean aplicar el conocimiento que obtienen en un entorno empresarial o técnico. A diferencia de un programa de doctorado en Filosofía (PhD), donde la investigación lleva a trabajos fundacionales publicados en revistas de la industria, EngD exige que la investigación se aplique a resolver un problema del mundo real utilizando los últimos conceptos y herramientas de ingeniería. El programa culmina con la producción de una tesis, disertación o práctica, para uso de los ingenieros en ejercicio para abordar una preocupación o desafío común. La investigación hacia el EngD es "aplicada" en lugar de básica.
El doctorado está muy centrado en el desarrollo de conocimientos teóricos, mientras que el EngD hace hincapié en la investigación aplicada. Una vez finalizados, los graduados de los programas de doctorado generalmente migran a cargos docentes de tiempo completo en la academia, mientras que los de los programas de EngD vuelven a surgir en la industria como investigadores aplicados o ejecutivos. Si se trabaja a tiempo completo en la industria, los graduados de los programas EngD y PhD a menudo se convierten en profesores adjuntos en los mejores programas de pregrado y posgrado.